# Gesamtkunstwerk
Als Gesamtkunstwerk bezeichnet man ein Werk, in dem verschiedene Künste wie Musik, Dichtung, Tanz/Pantomime, Architektur und Malerei vereint sind. Dabei ist die Zusammenstellung nicht beliebig und illustrativ: die Bestandteile ergänzen sich notwendig. Das Gesamtkunstwerk hat eine „Tendenz zur Tilgung der Grenze zwischen ästhetischem Gebilde und Realität“ (Odo Marquard). Es ist kein Hinweis auf die göttliche Schöpfung, wie es in der Kunst zwischen Gotik und Barock üblich war, sondern es erhebt Anspruch auf eigene Geltung.
Das deutsche Wort Gesamtkunstwerk wurde als Fremdwort in andere Sprachen wie Englisch oder Russisch übernommen, ins Französische als Lehnübersetzung Œuvre d'art totale.

## Geschichte
Die Idee des Gesamtkunstwerks entsteht in der Zeit der Romantik. Der Philosoph Friedrich Schelling betonte etwa die „nothwendige Gottwerdung des Menschen“ (Bruno oder über das göttliche und natürliche Princip der Dinge, 1802). Dieses gesteigerte Selbstbewusstsein erlaubte es, das Schaffen des Künstlers dem Schaffen der Natur gleichzusetzen. Der Ausdruck selbst wird erstmals vom Schriftsteller und Philosophen Eusebius Trahndorff in dessen Schrift Ästhetik oder Lehre von der Weltanschauung und Kunst (1827) verwendet. 1849 taucht er in Richard Wagners Schrift Die Kunst und die Revolution wieder auf. Ob Wagner Trahndorffs Werk kannte, ist eine offene Frage.
Wagner bezeichnete die attische Tragödie als das „große Gesamtkunstwerk“. In seiner kurz danach entstandenen Schrift Das Kunstwerk der Zukunft weitete Wagner die Bedeutung des Begriffes aus. In seiner Konzeption eines integralen, verschiedene Künste umfassenden Kunstwerks, die er detailliert in seinem umfangreichen Buch Oper und Drama beschrieb und die erst später von anderen als Musikdrama angesprochen wurde, ordnete Wagner die einzelnen „Schwesterkünste“ einem gemeinsamen Zweck, dem Drama, unter. Die zunehmende Arbeitsteilung (etwa bei der Spartentrennung im Theater) und die egoistische Vereinzelung in der Gesellschaft sollten aus seiner Sicht aufgehoben werden. Als Vorbild und Feindbild zugleich hatte er den französischen Grand opéra vor Augen, in dem bereits alle Bühnenkünste auf ihrem neusten technischen Stand vereinigt waren. Wagner ging von der Überzeugung aus, dass sich die Oper auf einem Irrweg befinde, wenn sie die Musik absolut setze und ihr alle anderen Elemente, vor allem das Drama selbst, unterordne.
Wagners Geschwister waren noch zugleich Schauspieler, Sänger und auch Tänzer gewesen, was durch die Spezialisierung der Theaterberufe nach 1850 nicht mehr möglich war. Auf einem anderen Weg sollte diese Universalität zurückgewonnen werden: durch gleichberechtigte Arbeit der Ausführenden am Kunstwerk im Dienste seines Autors. Wagner sprach von einer „Genossenschaft aller Künstler“. Er ging dabei ebenso von ästhetischen Vorstellungen der deutschen Romantiker aus wie von den politischen und ästhetischen Diskursen, die in Paris um 1840 im Gefolge der verschiedenen Revolutionen virulent waren und eine soziale Utopie durch das Mittel der Ästhetik zu verwirklichen hofften:

„Das große Gesammtkunstwerk, das alle Gattungen der Kunst zu umfassen hat, um jede einzelne dieser Gattungen als Mittel gewissermaßen zu verbrauchen, zu vernichten zu Gunsten der Erreichung des Gesammtzweckes aller, nämlich der unbedingten, unmittelbaren Darstellung der vollendeten menschlichen Natur, – dieses große Gesammtkunstwerk erkennt er nicht als die willkürlich mögliche That des Einzelnen, sondern als das nothwendig denkbare gemeinsame Werk der Menschen der Zukunft.“

An Wagners Umsetzung der Idee des Gesamtkunstwerkes im Rahmen der Bayreuther Festspiele (ab 1876) übte später der Bühnenbildner Adolphe Appia Kritik. Er sah einen Widerspruch zwischen der sprachlich-musikalischen Struktur der Wagnerschen Musikdramen und den von ihm als konventionell angesehenen realistischen Bühnenanweisungen Wagners. Appias Entwürfe zu Ausstattung und Inszenierungsstil trugen wesentlich zur Theaterreform um 1900 bei.
Edward Gordon Craig dagegen machte das Gelingen der Synthese von der Genialität des Regisseurs abhängig. Wassily Kandinsky führte 1923 in seinem Manifest Über die abstrakte Bühnensynthese als übergreifendes Prinzip den Raum ein.

## Aktuelle Bedeutungen
In der Ausstellung „Der Hang zum Gesamtkunstwerk“ von Harald Szeemann, die 1983 im Kunsthaus Zürich, im Museum des 20. Jahrhunderts in Wien und Anfang 1984 auch im Berliner Schloss Charlottenburg gezeigt wurde, wurden diverse Gesamtkunstwerke der Öffentlichkeit vorgestellt: unter anderem der Merzbau von Kurt Schwitters, das Goetheanum in Dornach, die Kathedralen (wie Sagrada Família) von Antonio Gaudi, der Monte Verità bei Ascona, das Vittoriale degli italiani am Gardasee. In der Ausstellung sind europäische Utopien seit 1800 versammelt, die sich nicht auf eine rein ästhetische Bedeutung beschränken wollen, sondern eine Umwandlung der sozialen Wirklichkeit zu einer erneuerten Gesellschaft im Sinn haben.
Nicht zuletzt die mit Hagener Impuls beschriebenen Projekte von Karl Ernst Osthaus, zu dessen Gründungen das 1902 im westfälischen Hagen eröffnete Museum Folkwang zählt, müssen vor diesem Hintergrund gesehen werden. Der 1906–08 errichtete Hohenhof von Henry van de Velde zählt zu den wenigen bis heute erhaltenen und öffentlich zugänglichen Beispielen für ein Gesamtkunstwerk des frühen 20. Jahrhunderts.
In neuerer Zeit überschneidet sich der Begriff Gesamtkunstwerk mit dem der (synthetischen) Intermedialität. Ob Kunstwerke, die zugleich verschiedene Sinne ansprechen, freie Zusammenstellungen im Sinne von Multimedia oder Mixed Media sind oder ob sie dem Anspruch einer Vereinigung zum Gesamtkunstwerk genügen, ist eine Sache der Interpretation. Auch Happening, Fluxus, Performance, Experimentelles Theater und andere Phänomene werden als Variationen der Idee des Gesamtkunstwerks interpretiert.